# جوزف پی کروین
جوزف پیتر کروین (به انگلیسی: Joseph Peter Kerwin) پزشک آمریکایی و فضانورد سابق ناسا است که از ۲۵ مه تا ۲۲ ژوئن ۱۹۷۳ به عنوان خلبان علمی در مأموریت اسکای لب ۲ خدمت کرد. او اولین پزشکی بود که برای آموزش فضانوردی انتخاب شد. کروین در سال ۱۹۹۷ وارد تالار مشاهیر فضانوردان ایالات متحده شد.

## سالهای اولیه و تحصیلات
کروین متولد ۱۹ فوریه ۱۹۳۲ در اوک پارک، ایلینوی، اصالتاً ایرلندی، از دبیرستان فنویک (Fenwick)، یک مدرسه خصوصی در اوک پارک، در سال ۱۹۴۹ فارغ‌التحصیل شد. او در سال ۱۹۵۳ مدرک لیسانس هنر را در رشته فلسفه از کالج صلیب مقدس (Holy Cross)، ووستر، ماساچوست دریافت کرد. او مدرک دکترای پزشکی را از دانشکده پزشکی دانشگاه نورث وسترن شیکاگو در سال ۱۹۵۷ کسب کرد. دوره کارآموزی خود را در بیمارستان عمومی ناحیه کلمبیا در واشینگتن، دی‌سی گذراند و در دانشکده پزشکی هوانوردی نیروی دریایی ایالات متحده آمریکا در ایستگاه هوایی نیروی دریایی پنساکولا شرکت کرد و در دسامبر ۱۹۵۸ به عنوان جراح پرواز نیروی دریایی منصوب شد.

## حرفه ناسا

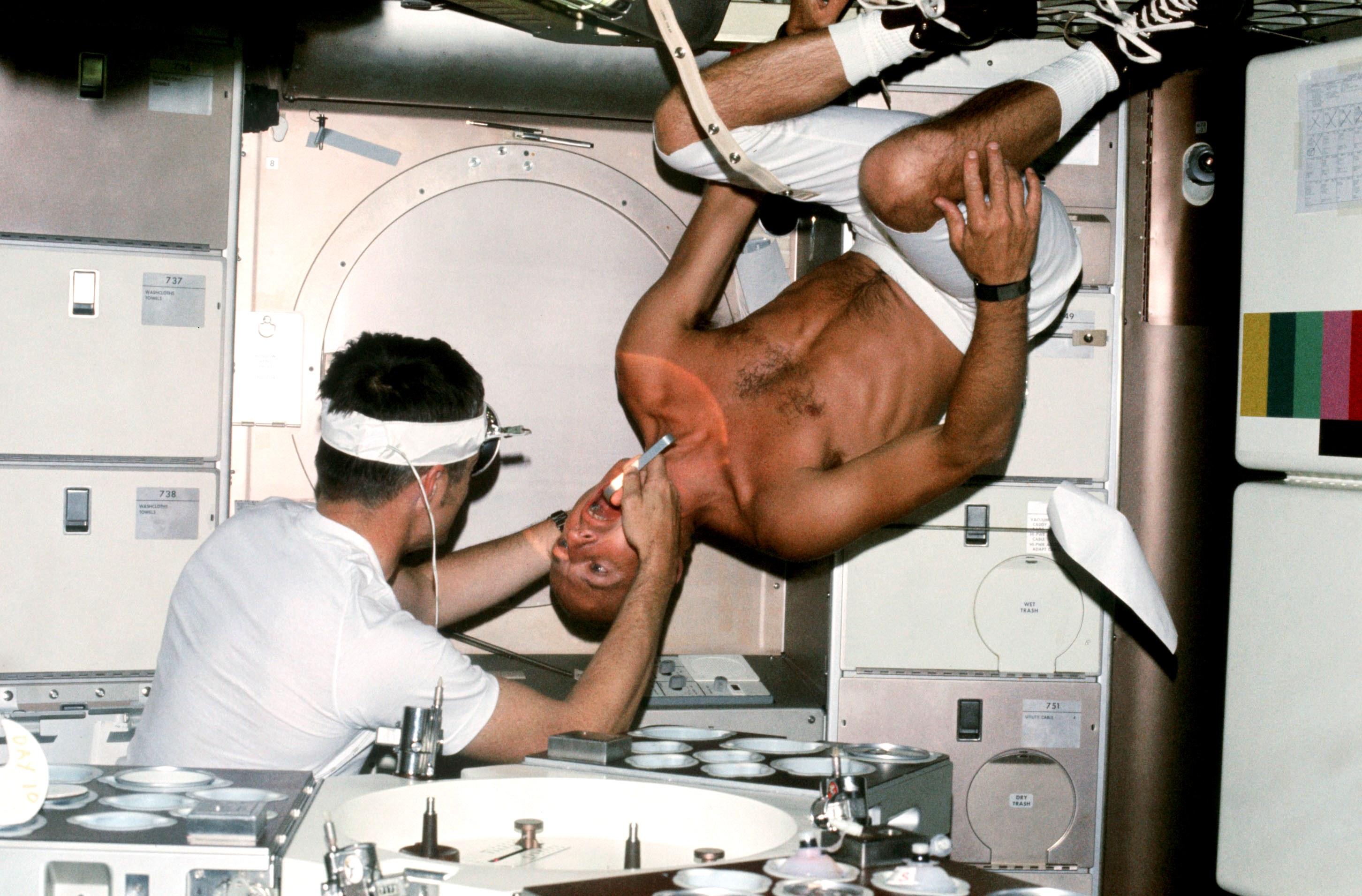
کروین معاینه دندانپزشکی را برای فرمانده اسکای‌لب ۲، “چارلز پیت کنراد” انجام می دهد.

کروین برای گروه فضانوردان شماره ۴ ناسا به عنوان دانشمند فضانورد در ژوئن ۱۹۶۵ انتخاب شد. او در زمان انتخاب شدن، به عنوان خلبان و جراح پرواز برای نیروی دریایی خدمت می‌کرد. او یکی از ارتباطات کپسولی (CAPCOMs) در آپولو ۱۳ (در سال ۱۹۷۰) بود.
از سال ۱۹۸۲ تا ۱۹۸۳، کروین به عنوان نماینده ارشد علمی ناسا در استرالیا خدمت کرد. در این سمت، او به عنوان رابط بین دفتر ردیابی فضایی و سیستم‌های داده ناسا و سازمان تحقیقات علمی و صنعتی مشترک المنافع استرالیا خدمت کرد. در طول این مدت، کروین برای پرواز در مأموریتی که اس‌تی‌اس-۴۱-سی (STS-41-C) که در آن زمان به عنوان اس‌تی‌اس-۱۳ (STS-13) شناخته می‌شد در نظر گرفته شد، اما مأموریت او در استرالیا مانع از انتخاب او شد.
از سال ۱۹۸۴ تا ۱۹۸۷، کروین به عنوان مدیر علوم فضا و حیات در مرکز فضایی جانسون خدمت کرد. در آنجا، او مسئول هدایت و هماهنگی پشتیبانی پزشکی برای برنامه‌های عملیاتی خدمه فضایی، از جمله مراقبت‌های بهداشتی و نگهداری فضانوردان بود.

## کتاب‌ها
کروین، همراه با همکار فضانورد خود، آون کی گاریوت و نویسنده، دیوید هیت، کتاب «فضای خانه‌نشینی» (Homesteading Space) که تاریخچه ای از برنامه اسکای‌لب است را در سال ۲۰۰۸ منتشر کردند.